# UKAS
UKAS var ett betänkande om förändrad studieordning inom högre utbildning i Sverige från Universitetskanslerämbetets arbetsgrupp (Universitetskanslerämbetets arbetsgrupp för fasta studiegångar, förkortat UKAS) som offentliggjordes i april 1968. Det handlade i princip om ett införande av treåriga utbildningslinjer, med begränsad frihet att välja ämnen, samt möjligheter att stänga av studenter som inte tog tillräckligt många poäng, vilket ansågs kunna förbättra genomströmningstakten inom den snabbt växande högre utbildningen. Många studentkårer såg dock förslaget som ett sätt att toppstyra universiteten.
När den socialdemokratiska regeringen i maj 1968 presenterade sitt reformförslag, baserat på UKAS, utlöstes de protester som mynnade i Kårhusockupationen , och reformen sköts på framtiden. Ett delvis reviderat förslag, PUKAS, lades fram i oktober samma år och antogs av riksdagen i mars 1969.